# Зивон, Уоррен
Уоррен Уильям Зивон (англ. Warren William Zevon, 24 января 1947 — 7 сентября 2003) — американский рок-музыкант, знаменитый необычным саркастичным видением жизни, отражённом в текстах песен, которые зачастую содержали политические и социальные темы.

## Биография
Родился в семье еврейского иммигранта из России Уильяма Животовского, впоследствии сменившего фамилию на Зивон. Несмотря на успех, песни Зивона зачастую становились известными после исполнения более знаменитыми музыкантами. Его наиболее известные композиции это Werewolves of London, Lawyers, Guns and Money, Roland the Headless Thompson Gunner и Johnny Strikes Up The Band вошли в альбом Excitable Boy (1978). Другие известные песни написанные им, такие как Accidentally Like a Martyr, Mohammed’s Radio, Carmelita и Hasten Down the Wind были записаны и другими исполнителями.
Зивон испытывал непреодолимый страх при виде врачей и был редким гостем в больницах. В 2002 году его здоровье пошатнулось. Появились головокружение, боли и хронический кашель. Однако музыкант тянул до последнего, пока его стоматолог не убедил показаться врачу. У музыканта обнаружили неоперабельную мезотелиому, одну из форм рака. Вместо лечения Зивон вместе с друзьями приступил к записи последнего альбома.
Помимо песен собственного сочинения Зивон исполнил ряд кавер-версий, в частности на песню Knockin' on Heaven’s Door Боба Дилана (эта запись вошла в его последний альбом The Wind). Уоррен был частым гостем на шоу Дэвида Леттермана и другом ведущего. Именно на этом шоу состоялось его последнее выступление за полгода до смерти.
Уже через несколько лет после смерти приобрел ещё один виток популярности после выхода на экраны сериала Californication на канале Showtime, в саундтреке которого использованы его песни, а сам музыкант неоднократно упоминается по ходу сериала.
Его дети, Джордан Зивон (р. 1969) и Ариэль Зивон (р. 1976), также стали музыкантами.

## Дискография

### Студийные альбомы
- Wanted Dead or Alive — 1969
- Warren Zevon — 1976
- Excitable Boy — 1978
- Bad Luck Streak in Dancing School — 1980
- The Envoy — 1982
- Sentimental Hygiene — 1987
- Transverse City — 1989
- Hindu Love Gods — 1990
- Mr. Bad Example — 1991
- Mutineer — 1995
- Life’ll Kill Ya — 2000
- My Ride’s Here — 2002
- The Wind — 2003

### Концертные записи
- Stand in the Fire — 1980
- Learning to Flinch — 1993

### Сборники
- A Quiet Normal Life: The Best of Warren Zevon — 1986
- I’ll Sleep When I’m Dead (An Anthology) — 1996
- Genius: The Best of Warren Zevon — 2002
- The First Sessions — 2003
- Reconsider Me: The Love Songs — 2006
- Preludes: Rare and Unreleased Recordings — 2007

## Упоминания в поп-культуре

### 1980-е
- «Werewolves of London» (с альбома Excitable Boy) использована в фильме 1986 года «The Color of Money»

### 1990-е
- Фильм Чем заняться мертвецу в Денвере (Things to do in Denver when you're dead) 1995 года получил своё название от одноимённой песни Зивона. Сама песня звучит в финальных титрах.
- В фильме Парк Юрского периода 2: Затерянный мир (1997) героев звали Nick Van Owen и Roland Tembo, аналогично героям песни Зивона «Roland the Headless Thompson Gunner».

### 2000-е
- Во втором сезоне сериала «Юристы Бостона» песня «Keep Me in Your Heart» звучит в сцене с Майклом Джей Фоксом, чей герой умирает от рака.
- В фильме Приколисты (2009) с Адамом Сэндлером в главной роли звучат песни «Keep Me in Your Heart» и «Numb As a Statue»

### 2010-е
- Режиссёр Кевин Смит работает над фильмом, названным как песня Зивона — «Hit Somebody!»
- Одна из серий четвёртого сезона сериала «Californication» названа как песня Зивона — «Lawyers, Guns and Money». В сериале неоднократно использовались песни Зивона, среди которых «Mohammed’s Radio», «My Shit’s Fucked Up», «Wanted Dead or Alive» и другие.
- Упоминается Редмондом - главным героем серии комиксов "Thief of Thieves" Роберта Киркмана в третьем номере.
- Песня «Keep Me In Your Heart» звучит в последней серии последнего сезона «House M.D.»
- Песня "Prison Grove" звучит в конце 11-й серии 11-го сезона сериала "Сверхъестественное"
- Песня "Werewolves Of London" звучит в начале 4-й серии 10-го сезона сериала "Сверхъестественное"

### 2020-е
- Песня "Mohamed's radio" звучит в последней серии сериала "Roadies"
- Песня "Werewolves Of London" звучит в последней серии 2 сезона сериала "Сотня"
- Песни "Reconsider Me" и "Desperados Under the Eaves" можно услышать в 3 сезоне сериала "True Detective"
- Песня "Werewolves Of London" можно услышать в 15 сезоне 10 серии сериала "Сверхъестественное"
- Песня "Jungle Work" звучит в модификации на игру "Hearts of iron IV", "The New Order last days of europe", если в Магадане привести ко власти Митчелла Ливингстона Вербелла III и объединить Россию"